# Pomarico

Viale Kennedy

Pomarico ist eine süditalienische Gemeinde in der Provinz Matera in der Basilikata mit 3767 Einwohnern (Stand am 31. Dezember 2023). Sie gehört zur Region Basilikata. Der Name soll vom Lateinischen Pomi ager herrühren, was so viel wie „fruchtbarer Boden“ bedeutet.

## Geografie

### Lage
Pomarico ist ein kleines Städtchen, das wie viele seiner Nachbargemeinden (Bernalda, Ferrandina, Montescaglioso, Miglionico, Pisticci) auf einem Bergrücken liegt. Am Fuße des Hügels fließt der Basento, dessen Wasserspiegel im Sommer oftmals stark zurückgeht.

### Ausdehnung des Stadtgebiets
Vor den Toren Pomaricos wurden Überreste einer Siedlung aus vorchristlicher Zeit entdeckt. Diese Siedlung wird Pomarico Vecchio, also altes Pomarico genannt. Der historische Stadtkern des jetzigen Pomarico findet sich rund 3 km entfernt auf einem Hügel, der sich bis zu einem anderen Hügel, der Neubausiedlung Aldo Moro, zieht. Dort findet sich auch das einzige Industriegebiet.

### Klima
Im Sommer herrschen in Pomarico subtropische Temperaturen, im Winter dominieren nasse Kälte und Schnee.

## Geschichte
Die Anfänge der Stadt gehen bis ins 5. Jahrhundert vor Christus zurück.
In den 1960er und 70er Jahren verließen viele Einwohner die Stadt, um als Gastarbeiter nach Deutschland zu kommen. In den 1980ern wurde die Stadt von einem Erdbeben stark beschädigt.
Derzeitiger Bürgermeister Pomaricos ist Francesco Mancini (Centrosinistra).

## Kultur und Sport

### Sehenswürdigkeiten
Zu den Sehenswürdigkeiten der Stadt, zählen die verschiedenen Kirchen, die Ausgrabungen des Pomarico Vecchio und der historische Stadtkern sowie der Palazzo. Die Ausgrabungen belegen den griechisch-hellenistischen Ursprung des Ortes.

### Religion
Der Großteil der Bevölkerung ist römisch-katholisch. Es gibt eine kleine evangelische Gemeinde, die ihre Gottesdienste kurioserweise in einer Garage zelebriert.
Schutzpatron von Pomarico ist der Heilige Michael. Ihm ist die größte der zahlreichen Kirchen im Ort geweiht. Vom 7. bis 9. Mai findet zu seinen Ehren ein Fest in der Stadt statt, das mit einer deutschen Kirchweih vergleichbar ist.

### Kulinarische Spezialitäten
Als kulinarische Spezialität gilt die salsiccia, eine handgemachte und -geschnittene Wurst, und gnumureddrë („gomitoletti“), mit Fleisch umwickelte und gegrillte Innereien.

### Sport
Im Sport vertritt der Fußballclub F. C. Pomarico seine Stadt in der Kreisliga.

## Infrastruktur, Wirtschaft und Verkehr
Im Ort gibt es Ärzte, Apotheken, einen kleinen Supermarkt, verschiedene Läden (Elektro- und Haushaltsartikel, Metzgereien, Bäckereien, Tabakläden usw.), eine Tankstelle und mehrere Bars. Außerdem findet in zweiwöchentlichem Rhythmus ein Wochenmarkt statt. Weiterhin findet man einen Kindergarten, eine Grundschule, einen Friedhof, einen Posten der Carabinieri sowie der Polizia Municipale.
Die Stadt leidet unter der sehr hohen Arbeitslosigkeit, die es sie in ganz Süditalien gibt. Im handwerklichen Bereich (Maler, Maurer) liegt der Haupterwerbssektor.
Pomarico ist per Auto über die Strada Stadale 7 racc. (Via Appia) aus Richtung Matera, Bari zu erreichen. Von Potenza kommend erreicht man Pomarico über die SS 407, eine Schnellstraße führt in Richtung Montescaglioso und an die Ionische Küste nach Metaponto. Der einzige öffentliche Linienbus verkehrt im Halbstundentakt (von morgens bis abends) vom Quartiere Aldo Moro bis in den Stadtkern.

## Fotos

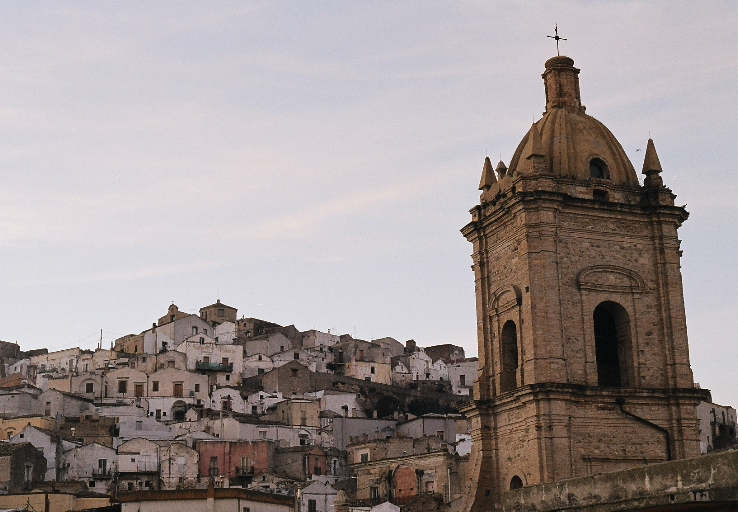
Anblick auf die Altstadt
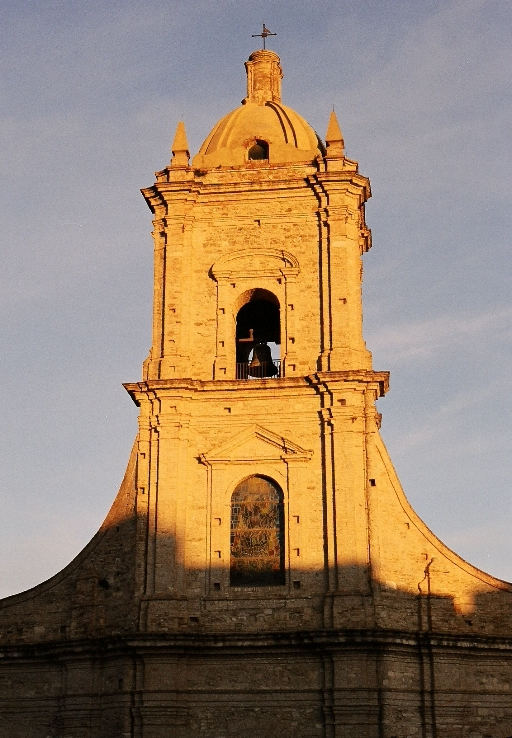
Pfarrkirche, Glockenturm
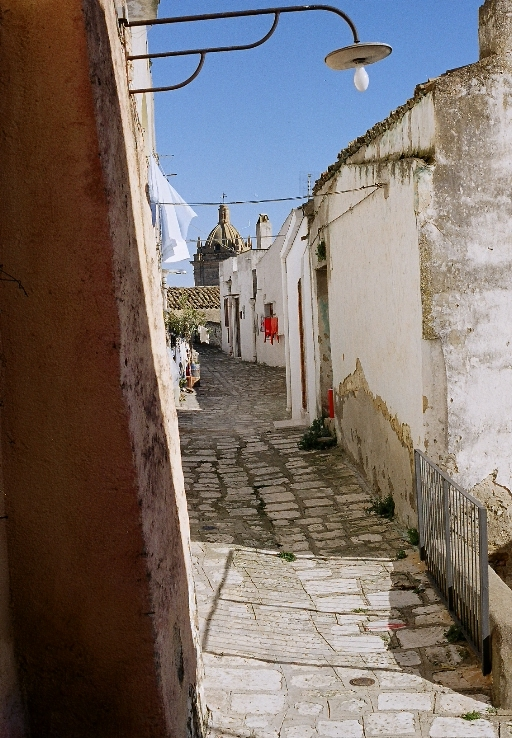
Eine Gasse in Pomarico
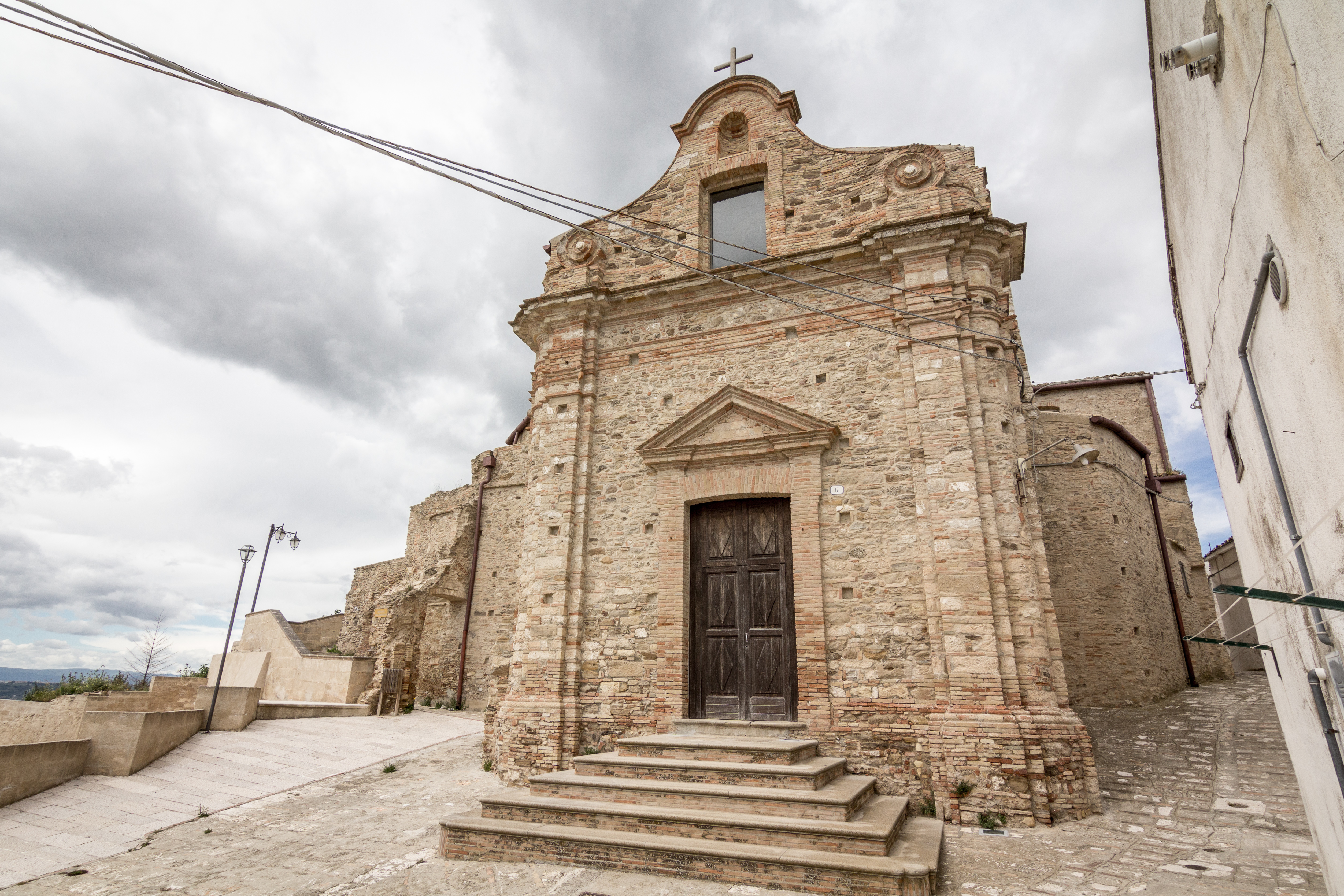
Kirche SS. Addolorata, Fassade
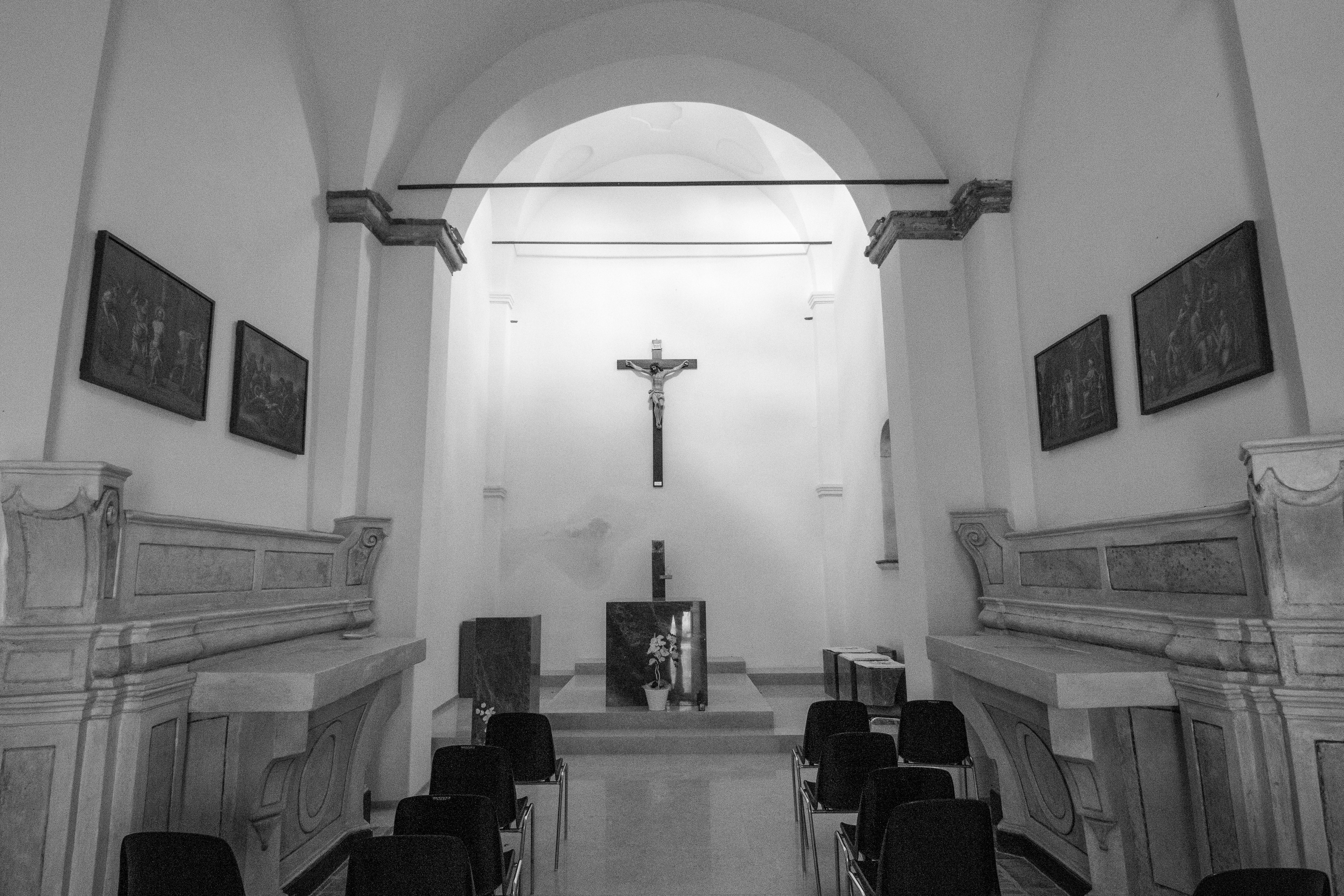
Kirche Pio Monte dei Morti
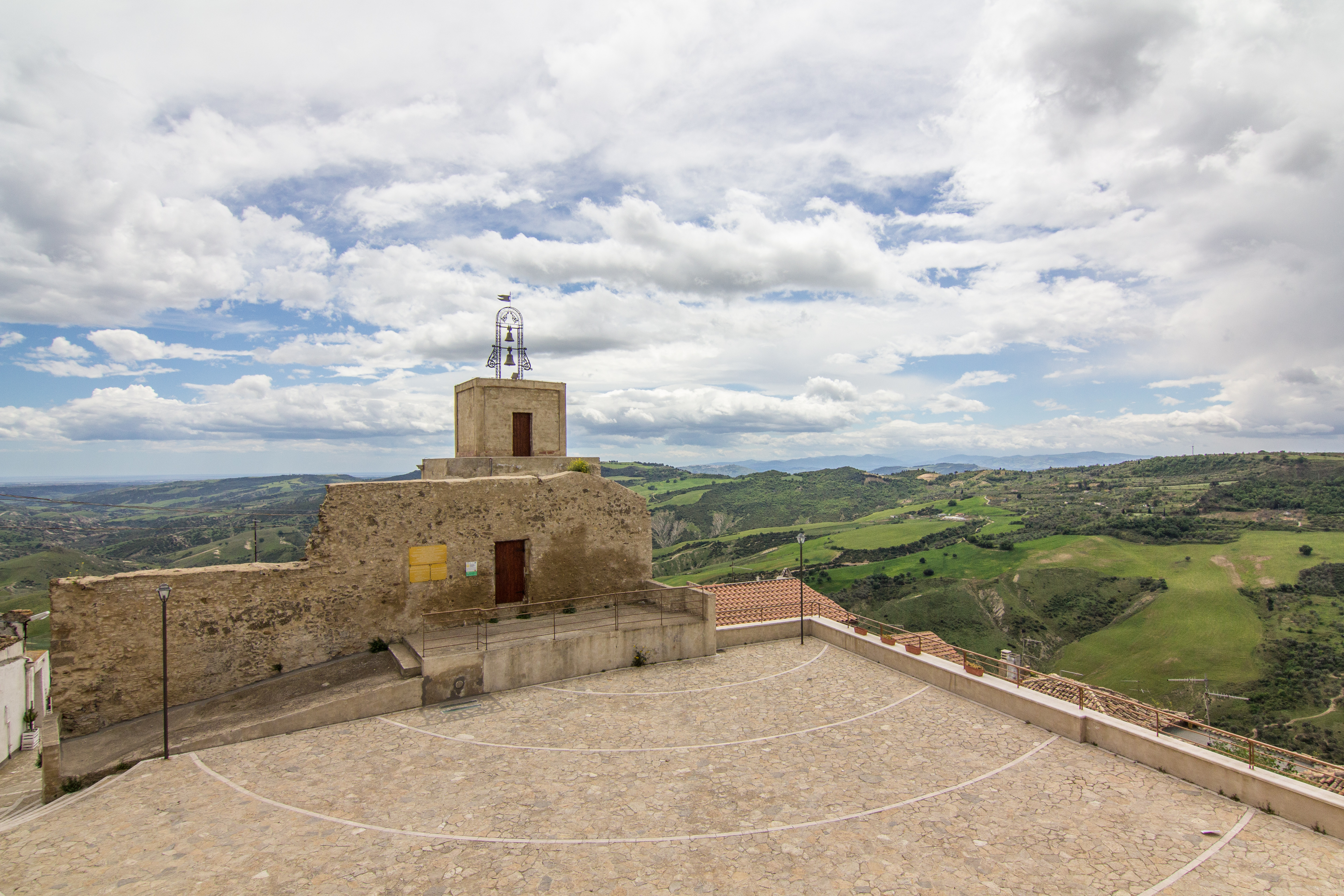
Uhrturm und Ausblick

## Persönlichkeiten
- Niccolò Fiorentino (1755–1799), Philosoph, Rechtsanwalt und Patriot
- Francesco Caggiani (1895–1916), starb während des Ersten Weltkrieges und wurde mit einer hohen Auszeichnung bedacht
- Michele Scandiffio (1928–2022), römisch-katholischer Geistlicher, Erzbischof von Acerenza
- Michele Zuccaro (* 1948), Kunstmaler und Bildhauer
- Franco Selvaggi (* 1953), Stürmer, wurde 1982 mit Italien Fußball-Weltmeister
- Antonio Bonavista (1967–2011), Professor für Kunst, Historiker, Politiker, Musikwissenschaftler und Bühnenbildner